# Chiếu sáng

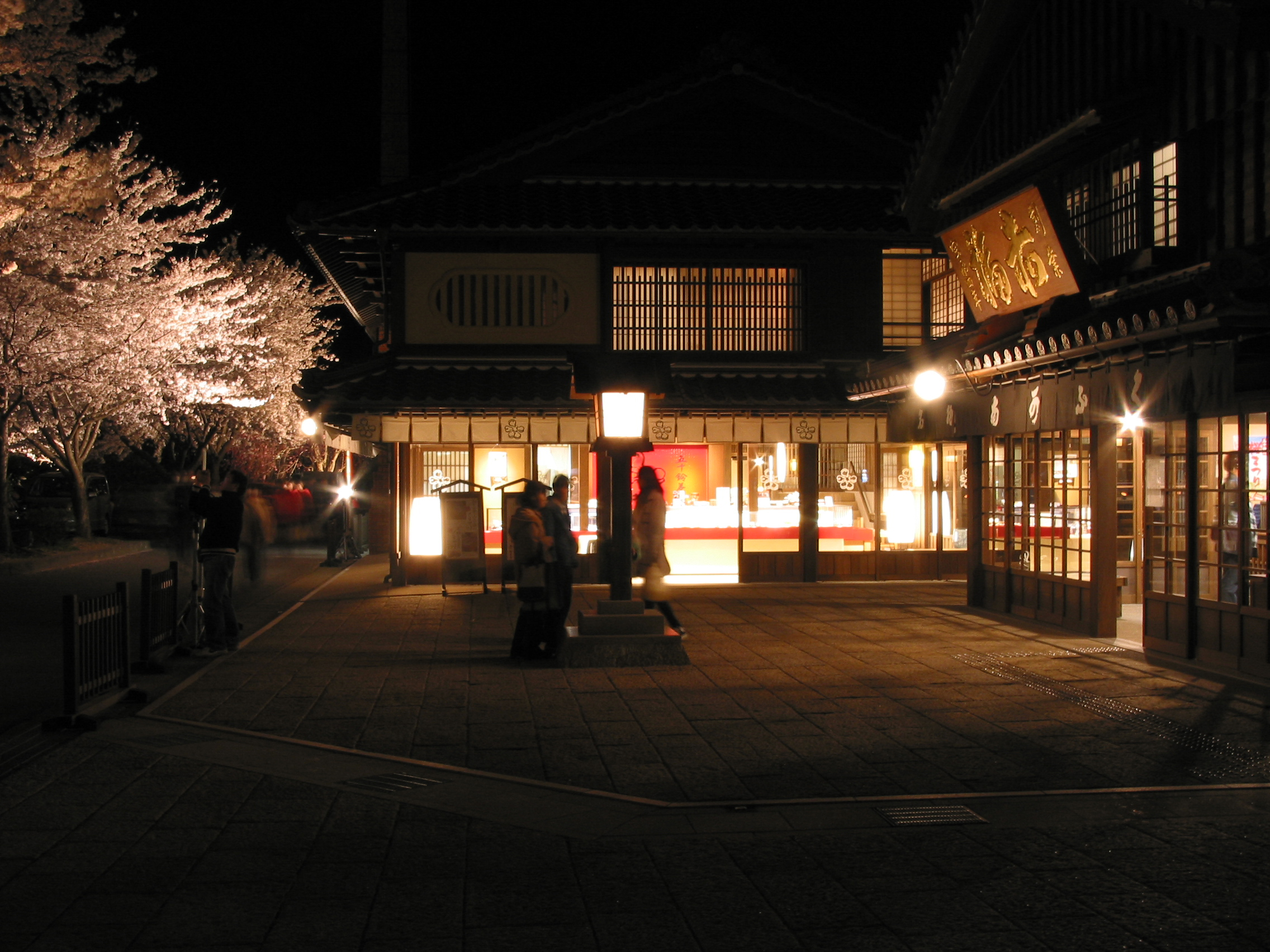
Hoa anh đào được chiếu sáng, ánh sáng từ cửa sổ cửa hàng và đèn lồng Nhật Bản vào ban đêm ở Ise, Mie, Nhật Bản

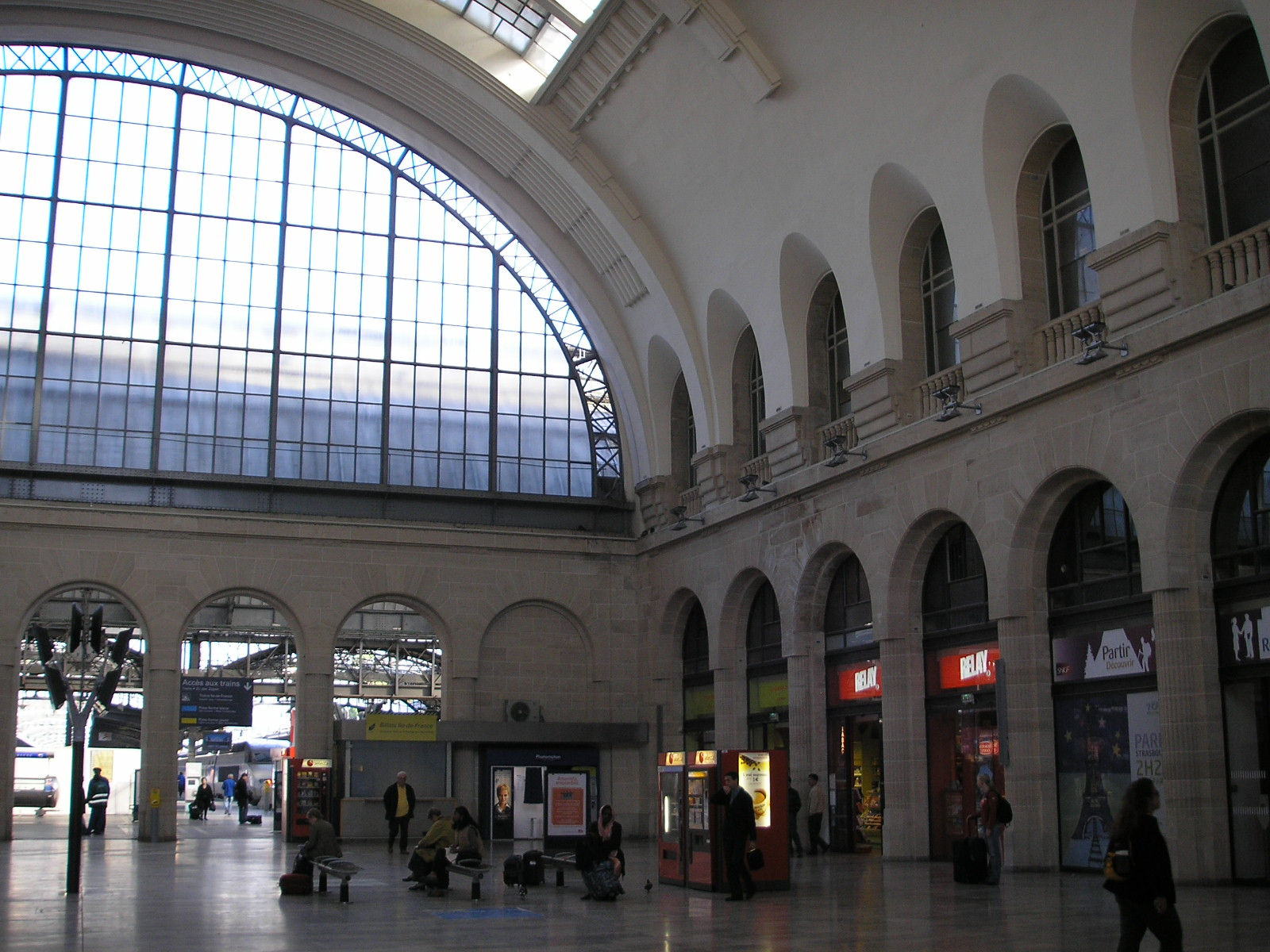
Ánh sáng ban ngày được sử dụng tại nhà ga xe lửa Gare de l'Est Paris

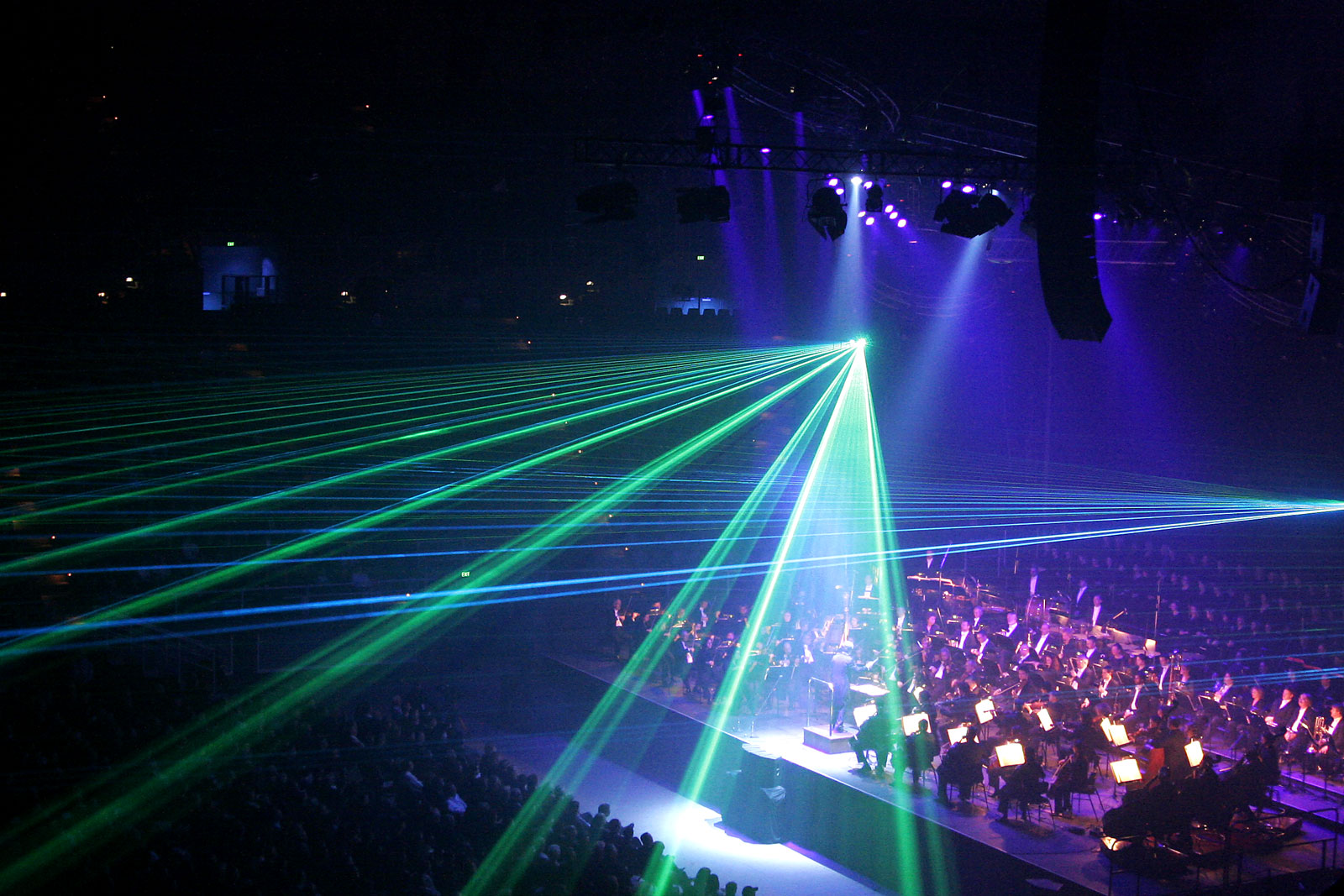
Ánh sáng cường độ thấp và sương mù trong phòng hòa nhạc cho phép nhìn thấy các hiệu ứng laser

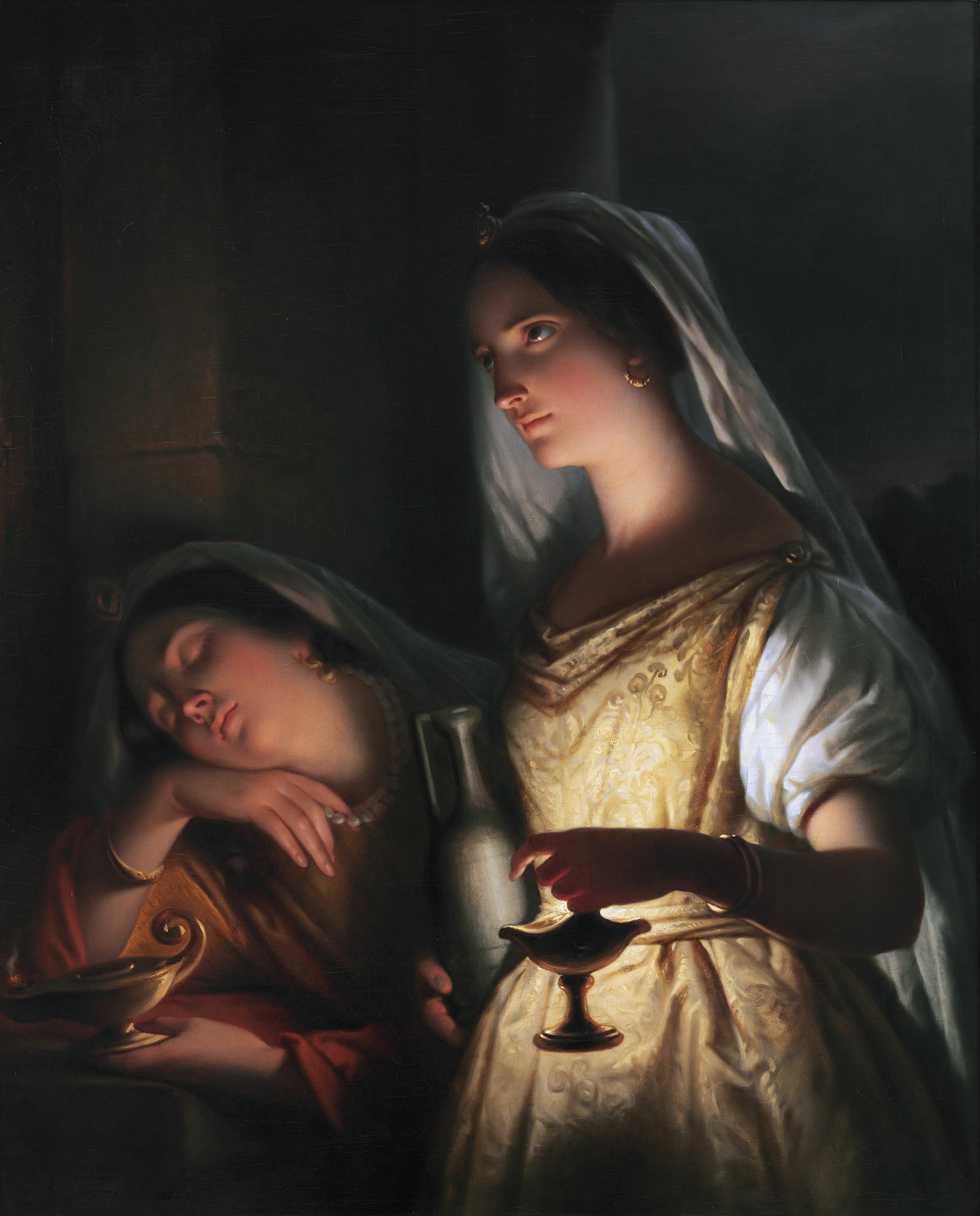
Họa phẩm về chiếu sáng bằng đèn dầu cổ

Ánh sáng hoặc chiếu sáng là việc sử dụng ánh sáng có chủ ý để đạt được hiệu quả thiết thực hoặc thẩm mỹ. Ánh sáng bao gồm việc sử dụng cả hai nguồn ánh sáng nhân tạo như đèn và đèn chiếu sáng, cũng như chiếu sáng tự nhiên bằng cách lưu lại ánh sáng ban ngày. Chiếu sáng tự nhiên (sử dụng cửa sổ, cửa sổ trần nhà hoặc kệ ánh sáng) đôi khi được sử dụng làm nguồn sáng chính vào ban ngày trong các tòa nhà. Điều này có thể tiết kiệm năng lượng thay cho việc sử dụng ánh sáng nhân tạo, vốn thường chiếm tỷ lệ chính của tiêu thụ năng lượng trong các tòa nhà. Ánh sáng thích hợp có thể tăng cường hiệu suất công việc, cải thiện diện mạo của một khu vực hoặc có tác động tâm lý tích cực đến người cư ngụ. Ánh sáng trong nhà thường được thực hiện bằng cách sử dụng đèn chiếu sáng, và là một phần quan trọng của thiết kế nội thất. Ánh sáng cũng có thể là một thành phần nội tại của các dự án cảnh quan.

## Lịch sử
Với việc phát minh ra lửa, hình thức chiếu sáng nhân tạo sớm nhất được sử dụng để chiếu sáng một khu vực là lửa trại hoặc đuốc. Ngay từ 400.000 TCN, lửa đã bùng cháy trong các hang động của người Bắc Kinh. Người tiền sử  đã sử dụng đèn dầu nguyên thủy để chiếu sáng xung quanh. Những chiếc đèn này được làm từ các vật liệu tự nhiên như đá, vỏ sò, sừng và đá, chứa đầy dầu mỡ và có bấc sợi. Đèn thường sử dụng mỡ động vật hoặc thực vật làm nhiên liệu. Hàng trăm loại đèn này (đá làm việc rỗng) đã được tìm thấy trong các hang động Lascaux ở Pháp thời hiện đại, có niên đại khoảng 15.000 năm trước. Động vật có dầu (chim và cá) cũng được sử dụng làm đèn sau khi được luồn bằng bấc. Đom đóm đã được sử dụng làm nguồn chiếu sáng. Nến và đèn thủy tinh và gốm cũng được phát minh. Đèn chùm là một hình thức ban đầu của " vật cố ánh sáng ".
Một sự giảm giá lớn trong chi phí chiếu sáng đã xảy ra với việc phát hiện ra dầu cá voi. Việc sử dụng dầu cá voi đã giảm sau khi Abraham Gesner, một nhà địa chất người Canada, tinh chế dầu hỏa lần đầu tiên vào những năm 1840, cho phép ánh sáng sáng hơn được sản xuất với chi phí thấp hơn đáng kể. Vào những năm 1850, giá dầu cá voi tăng mạnh (hơn gấp đôi từ năm 1848 đến 1856) do sự thiếu hụt của cá voi có sẵn, sự suy giảm nhanh chóng của dầu cá voi.  Đến năm 1860, có 33 nhà máy dầu hỏa ở Hoa Kỳ và người Mỹ đã chi nhiều hơn cho khí đốt và dầu hỏa hơn là dầu cá voi.  Việc sử dụng dầu cá voi kết thúc vào năm 1859, khi dầu thô được phát hiện và ngành công nghiệp dầu mỏ ra đời.
Chiếu sáng bằng khí đốt đủ kinh tế để cung cấp năng lượng cho đèn đường ở các thành phố lớn bắt đầu từ đầu những năm 1800, và cũng được sử dụng trong một số tòa nhà thương mại và trong nhà của những người giàu có. Lớp phủ khí làm tăng độ sáng của ánh sáng tiện ích và đèn lồng dầu hỏa. Sự giảm giá lớn tiếp theo xảy ra vào những năm 1880 với sự ra đời của đèn điện dưới dạng đèn hồ quang cho không gian rộng và chiếu sáng đường phố, tiếp theo là các tiện ích dựa trên bóng đèn sợi đốt cho chiếu sáng trong nhà và ngoài trời.
Theo thời gian, ánh sáng điện trở nên phổ biến ở các nước phát triển. Các kiểu ngủ phân đoạn biến mất, ánh sáng ban đêm được cải thiện khiến nhiều hoạt động có thể vào ban đêm và nhiều đèn đường hơn làm giảm tội phạm trong đô thị.